# The Seekers
The Seekers é um quarteto pop australiano influenciado pelo folk, originalmente formado em Melbourne em 1962. Eles foram o primeiro grupo de música pop australiano a alcançar um grande sucesso de vendas e gráficos no Reino Unido e nos Estados Unidos. Eles foram populares durante os anos 1960 com sua configuração mais conhecida como: Judith Durham nos vocais, piano e pandeiro; Athol Guy no contrabaixo e vocal; Keith Potger na guitarra de doze cordas, no banjo e nos vocais; e Bruce Woodley na guitarra, bandolim, banjo e vocais.
O grupo teve entre os Top 10 hits na década de 1960 os singles "I'll Never Find Another You", " A World of Our Own", "Morningtown Ride", "Someday, One Day" (escrito por Paul Simon), "Georgy Girl" (a música título do filme de mesmo nome), e "The Carnival Is Over", de Tom Springfield, sendo o último uma adaptação da canção folclórica russa "Stenka Razin". Ainda é um dos 50 melhores singles mais vendidos no Reino Unido. O historiador da música australiana Ian McFarlane descreveu seu estilo como "concentrado em um som brilhante e uptempo, embora eles fossem muito pop para serem considerados estritamente folk e populares demais para serem rock".
Em 1967, eles foram nomeados como "Australianos do Ano" - o único grupo assim homenageado. Em julho de 1968, Durham saiu para seguir carreira solo e o grupo se desfez. A banda reformou-se periodicamente e, em 1995, foi introduzida no Hall of Fame da ARIA. "I'll Never Find Another You" foi adicionado ao National Film and Sound Archive do Australia's Sounds of Australia em 2011. A música de Woodley e Dobe Newton, " I Am Australian", que foi gravada por The Seekers, e por Durham, com Russell Hitchcock e Mandawuy Yunupingu, tornou-se um hino australiano não oficial. Com "I'll Never Find Another You" e "Georgy Girl", a banda também alcançou sucesso nos Estados Unidos, mas não ao mesmo nível que no resto do mundo.
Foram homenageados individualmente como oficiais da Ordem da Austrália nas Honras de Aniversário da Rainha em junho de 2014.

## Primeiros anos
The Seekers foram formados em 1962 em Melbourne por Athol Guy no contrabaixo, Keith Potger na guitarra de doze cordas e Bruce Woodley na guitarra.. Guy, Potger e Woodley frequentaram a Melbourne Boys High School, em Victoria. No final dos anos 50, Potger liderou o The Trinamics, um grupo de rock 'n' roll, Guy liderou os Ramblers e, com Woodley, eles decidiram formar um grupo musical doo-wop, o Escorts. The Escorts tinha Ken Ray como vocalista e em 1962 eles se tornaram "The Seekers". Ray deixou o grupo para se casar. Seu lugar foi ocupado por Judith Durham, uma consagrada cantora de jazz tradicional que acrescentou uma distinta voz feminina. Ela já havia gravado um disco de longa duração na W & G Records com o grupo de Melbourne, Frank Traynor 's Jazz Preachers.
Durham e Guy se conheceram quando ambos trabalhavam em uma agência de publicidade - inicialmente Durham só cantava periodicamente com os Seekers, quando não se apresentavam em clubes de jazz locais.. Ela foi substituída no conjunto de jazz de Traynor por Margret RoadKnight. The Seekers executaram música pop folclórica e logo reuniram um forte público em Melbourne. As conexões de Durham com a W & G Records levaram o grupo a assinar mais tarde um contrato de gravação. Seu primeiro álbum, " Introducing the Seekers ", foi lançado em 1963. Seu primeiro single foi a tradicional balada australiana histórica de 1894, " Waltzing Matilda ", que apareceu em novembro e chegou ao Melbourne "Top 40 "singles chart. e atingiu o número 74 na tabela nacional. Ao ser fotografado para a capa do álbum, Potger foi substituído por Ray - seu trabalho diário com a Australian Broadcasting Commission (ABC) como produtor de rádio o impediu de se envolver em uma empresa comercial.

## Descoberta no Reino Unido
Foi oferecido aos Seekers um contrato de doze meses como banda a bordo do navio de cruzeiro Fairsky  em março de 1964. Em maio, eles viajaram para o Reino Unido e pretendiam voltar para a Austrália depois de ficarem dez semanas, mas, ao chegarem, receberam uma oferta de trabalho de uma agência de reservas de Londres, a Grade Organization.. Eles assinaram contrato com o World Record Club e publicaram um single, "Myra", co-escrito pelo grupo. O grupo aparecia regularmente em uma série de programas de TV britânicos, "Call on on Carroll", apresentada por Ronnie Carroll.
Depois de preencher um projeto de lei encabeçado pelo cantor folk Dusty Springfield, eles conheceram seu irmão, compositor e produtor Tom Springfield, que tinha experiência em escrever material folk-pop e letras/músicas com o grupo anterior dos irmãos, The Springfields.. Ele escreveu " I'll Never Find Another You ", que eles gravaram em novembro de 1964. Foi lançado pela EMI Records, em seu selo Columbia Graphophone Company (Columbia), em dezembro, e foi promovido pela rádio offshore Radio Caroline, que frequentemente tocava e promovia sua música. Apesar do fato de o grupo não ter assinado contrato com a EMI, o single chegou ao Reino Unido "Top  50 " e começou a vender bem. Em fevereiro de 1965, alcançou a No.1 no Reino Unido e na Austrália, e a No.4 nos Estados Unidos, onde foi lançada na gravadora Capitol Records da EMI. "I'll Never Find Another You" foi o sétimo single mais vendido na Grã-Bretanha em 1965, embora "The Carnival Is Over", lançado no final do ano, acabaria por superá-lo ao vender  1,75 milhões de cópias em todo o mundo.
Os Seekers foram o primeiro grupo pop australiano a ter um hit "Top 5 " na Austrália, Reino Unido e EUA..  A distinta voz soprano de Durham, as harmonias vocais do grupo e canções memoráveis encorajaram a mídia britânica, incluindo a agência nacional de radiodifusão na televisão e rádio, a BBC, a dar-lhes exposição, permitindo-lhes apelar para uma ampla seção transversal do jovem público britânico de folk, pop e rock.

## Sequência de ocorrências
The Seekers alcançaram seu primeiro sucesso nos Estados Unidos em 1965 com seu hit altamente popular, "I'll Never Find Another You", alcançando o n º 4 - Pop e n º 2 - Easy Listening em pesquisas da revista Billboard. Seguiram com o sucesso  "Waht have They Done to the Rain?" em fevereiro de 1965.. Em maio, outra composição de Tom Springfield se seguiu, " A World of Our Own ", que alcançou "Top 3 "na Austrália e no Reino Unido e " Top 20" nos EUA  A canção de ninar de Malvina Reynolds "Morningtown Ride" foi lançada na Austrália em julho e atingiu o " Top 10". " The Carnival Is Over " (a melodia é baseada em uma canção folclórica russa, enquanto as letras foram escritas por Tom Springfield), apareceu em novembro, e chegou ao topo na Austrália e no Reino Unido  No seu auge, o single vendia 93.000 cópias por dia apenas na Grã-Bretanha.
Também em 1965, eles conheceram Paul Simon (da dupla americana Simon & Garfunkel ) que estava seguindo carreira solo no Reino Unido após o sucesso inicial do disco de estréia da dupla, Wednesday Morning, 3 AM.. Em 1966, os Seekers lançaram o "Someday One Day", de Simon, que chegou ao nº4 na Austrália e nº11 no Reino Unido. Sua versão foi o primeiro sucesso do Reino Unido de Simon como compositor, e seu primeiro sucesso como compositor fora de seu trabalho com Art Garfunkel. Woodley co-escreveu algumas músicas com Simon, incluindo "Cloudy", "I Wish You Could Be Here" e " Red Rubber Ball ", e "Cyrkle", que se tornou nº 2 na parada americana. A versão dos Seekers foi lançada em 1966 no LP "Come the Day" (lançado no álbum "Georgy Girl" nos EUA).
No início de 1966, depois de voltar para a Austrália, os Seekers filmaram seu primeiro especial de TV, At Home with the Seekers. A banda foi nomeada "Melhor Novo Grupo de 1965" no prêmio New Musical Express Poll Winners de 1966.. Eles apareceram no concerto da Wembley Arena, em um projeto que incluía os Beatles, os Rolling Stones, Dusty Springfield e The Animals. Em 16 de novembro do mesmo ano, eles apareceram no Royal Command Performance no London Palladium, antes da rainha Elizabeth - a rainha-mãe (esposa do falecido rei George VI). Em novembro, uma versão regravada de "Morningtown Ride" foi lançada no Reino Unido, que atingiu "Nº  2 ". A canção foi gravada anteriormente como um single australiano do álbum "Hide and Seekers", de 1964, e apareceu na estréia americana de 1965, "The New Seekers" . Em fevereiro de 1967, "Morningtown Ride" alcançou o "Top 50 "nos EUA.
Em dezembro de 1966, eles lançaram "Georgy Girl", que se tornou o maior hit americano quando chegou ao nº 2 na Billboard Hot 100 e nº 1 na cashbox Top 100 em fevereiro de 1967.. Foi a música título e tema para o filme britânico de mesmo nome, estrelado por Lynn Redgrave e James Mason e vendeu 3,5 milhões de cópias em todo o mundo. A banda recebeu um certificado de registro de ouro da Recording Industry Association of America. Enquanto isso, foi nº 3 no Reino Unido e nº 1 no topo das paradas na Austrália. Seus letristas, Jim Dale e Tom Springfield, foram indicados ao Oscar de 1967 de Melhor Canção Original de 1966, mas perderam para a música-título do filme "Born Free" .

## Retorno para a Austrália e separação
Em março de 1967, The Seekers retornou à Austrália para uma turnê de regresso a casa, que incluiu uma apresentação no Music for the People, no Sidney Myer Music Bowl em Melbourne, com uma audiência estimada em 200.000 pessoas.. O Livro Guinness dos Recordes Mundiais (1968) listou como a maior participação em um concerto no Hemisfério Sul. The Seekers foram acompanhados durante o seu set de 20 minutos pela Orquestra Sinfônica Australiana, conduzida por Hector Crawford.  Um filme de sua aparição foi incorporado em seu especial de televisão australiano de 1967, The Seekers Down Under, que foi exibido no Channel 7 e atraiu uma audiência recorde de mais de 6 milhões. Também foi exibido no Reino Unido na BBC1 em 24 de junho de 1968 e repetido em 27 de dezembro de 1968.
Em janeiro de 1968, no Dia da Austrália, em reconhecimento às suas realizações, o grupo foi nomeado  conjunto do ano - o único grupo a ter essa honra conferida a ele.. Eles pessoalmente aceitaram seus prêmios de John Gorton, o primeiro-ministro da Austrália, durante sua turnê. Durante esta visita, o grupo filmou outro especial de TV, O Mundo dos Seekers, que foi exibido nos cinemas antes de ser exibido nacionalmente no Canal 9, com altos índices de audiência e está no Top 10 shows de TV mais assistidos do século XX na Austrália.
Durante a turnê da Nova Zelândia em 14 de fevereiro de 1968, Durham anunciou aos membros do grupo que ela estava deixando The Seekers para seguir uma carreira solo e o grupo posteriormente se desfez. A sua última apresentação, na terça-feira 9 de julho, foi exibida ao vivo pela BBC como um especial chamado Farewell the Seekers, com uma audiência de mais de 10 milhões de espectadores.. O especial foi precedido por uma temporada de uma semana na boate Talk of the Town, em Londres, e uma gravação ao vivo de um de seus shows foi lançada como um LP ao vivo, Live at the Talk of the Town. Chegou na posição nº 2 nas paradas do Reino Unido. Também em julho, o álbum de compilação The Seekers 'Greatest Hits foi lançado e passou 17 semanas no nº 1 na Austrália. Foi lançado como o álbúm The Best of The Seekers no Reino Unido e passou 6 semanas no nº 1 em 1969, conseguindo derrubar The Beatles (White Album) do topo das paradas e impedindo que o Beggars Banquet dos Rolling Stones chegasse ao topo. O álbum passou 125 semanas nas paradas no Reino Unido.

## Reuniões nas décadas de 1970 e 1980
Após a separação dos Seekers, Durham seguiu uma carreira solo. Ela lançou um álbum de natal chamado For Christmas with Love (gravado em Hollywood, Califórnia) e mais tarde assinou com a A & M Records, lançando mais álbuns, incluindo Gift of Song e Climb Ev'ry Mountain. Guy apresentou seu próprio programa de TV na Austrália, A Guy Called Athol, antes de entrar para a política em 1973. Em 1969, Potger formou e gerenciou outro grupo, os New Seekers no Reino Unido, que eram mais orientados para o pop.. Woodley lançou vários álbuns solo e focou-se em composições, incluindo co-escrever a canção patriótica "I Am Australian" com Dobe Newton (dos Bushwackers ) em 1987.
A partir de 1972, Guy, Potger e Woodley planejaram reformar os Seekers sem Durham. Em 1975, eles haviam recrutado Louisa Wisseling, uma cantora folk semi-profissional, anteriormente formada pelo grupo de Melbourne, os Settlers.. Eles tinham um hit top 10 australiano com o Woodley , a canção "The Sparrow Song". Woodley deixou o grupo em junho de 1977 e foi substituído por Buddy England, ex-cantora pop dos anos 1960 e membro da The Mixtures. Em 1978, Guy foi substituído por Peter Robinson (ex- Strangers) e Cheryl Webb substituiu Wisseling como vocalista, deixando apenas Keith Potger da linha Seekers original. Em 1980, o grupo lançou um álbum, Um pouco de país e excursionou periodicamente até meados dos anos 80. Em 1988, Guy, Potger e Woodley reformaram os Seekers com Julie Anthony, uma cantora de cabaré popular. Em maio, o grupo cantou "The Carnival Is Over" na World Expo 88 em Brisbane. Em março de 1989, o grupo lançou o álbum Live On, que chegou ao top 30 na Tabela de álbuns da Associação Australiana de Gravadoras (ARIA). Em junho de 1990, Anthony saiu e foi substituído por Karen Knowles, uma ex-cantora pop adolescente no Young Talent Time . No entanto, o timbre único da voz de Durham estava faltando em seu som e o grupo se dividiu novamente.
Os Seekers se reuniram no final de 1992, com a formação clássica de Durham, Guy, Potger e Woodley.. Em março de 1992, se reuniram, pela primeira vez em 20 anos, em um restaurante em Toorak. Dois meses depois, eles decidiram fazer um show de reunião, que levou a uma turnê de 102 shows. A turnê de celebração do Jubileu de Prata de 25 anos em 1993 foi bem-sucedida o suficiente para que o grupo continuasse a se apresentar e gravar juntos, dentro e fora, desde então. Eles organizaram várias turnês esgotadas na Austrália, Nova Zelândia e Reino Unido. O grupo lançou vários álbuns, incluindo os novos álbuns de estúdio Future Road, em outubro de 1997 (que atingiu o nº 4 na ARIA Albums Chart) e Morningtown Ride to Christmas (que chegou ao top  20 em 2001) e ambos os álbuns foram certificados como platina.
Em 1995, o grupo foi introduzido no Hall da Fama do ARIA.. Durante os Jogos Olímpicos de Sydney 2000, uma sátira da ABC TV, The Games, parodiou os Seekers no episódio final, "The End". Durham sofreu um quadril quebrado e cantou "The Carnival Is Over" em uma cadeira de rodas na cerimônia de encerramento dos Jogos Paralímpicos em 29 de outubro. Long Way to the Top foi um documentário de seis partes da Australian Broadcasting Corporation de 2001 sobre a história do rock and roll australiano de 1956 até a era moderna. The Seekers apareceu no segundo episódio, "Ten Pound Rocker 1963-1968", transmitido em 22 de agosto, no qual Durham e Woodley discutiram seus primeiros trabalhos em um navio de cruzeiro, conhecendo Tom Springfield e seu sucesso na Grã-Bretanha.
Em outubro de 2002, no 40º aniversário de sua formação, foram tema de uma edição especial de selos postais australianos.. Em 1 de setembro de 2006, eles foram presenteados com a chave da cidade pelo prefeito de Melbourne, John So. Em fevereiro de 2009, o programa de TV da SBS RocKwiz realizou um concerto de 50 anos no My Music Bowl, RocKwiz Salutes the Bowl, que incluiu "World of Our Own", interpretado por Rebecca Barnard e Billy Miller e "The Carnival Is Over", de Durham.
Em 2004, um DVD, The Seekers at Home e Down Under, foi lançado. Consiste em um documentário de televisão de 1966 sobre a banda e um especial de 1967. A capa inclui uma foto do documentário de 1966.
Em outubro de 2010, The Best of the Seekers (1968) foi listado no livro 100 Melhores Álbuns Australianos.. Também em outubro, eles foram agendados para visitar várias cidades australianas em apoio ao violinista André Rieu e sua orquestra. No entanto, a turnê foi adiada quando Rieu adoeceu. Eles lançaram outra compilação Greatest Hits em maio de 2011, que chegou ao top 40. Naquele mês, eles apoiaram Rieu na turnê australiana remarcada. "I'll Never Find Another You" foi adicionado ao Arquivo Nacional de Cinema e Som do registro Sounds of Australia em 2011. "A Turnê do Jubileu de Ouro dos Seekers" começou em maio de 2013, comemorando cinquenta anos desde que o grupo havia se formado em dezembro de 1962. Atuando em Sydney, Brisbane, Newcastle e Melbourne, eles receberam ótimas críticas para plateias esgotadas. No entanto, Judith Durham sofreu uma hemorragia cerebral após o primeiro concerto em Melbourne. O resto da turnê australiana e a posterior turnê britânica foram adiadas; a primeira continuou em novembro, enquanto a turnê do Reino Unido ocorreu em maio e junho de 2014, terminando com duas apresentações no Royal Albert Hall, em Londres.
Em novembro de 2015, durante uma turnê da nova banda de Guy 'Athol Guy and Friends' com Jenny Blake nos vocais, a banda de Guy juntou-se a seus colegas Potgers e Woodley, da Melbourne Boys High School, para um evento beneficente patrocinado pela escola. A performance contou com muitos dos hits dos Seekers, assim como outras músicas que os influenciaram ao longo dos anos. O desempenho fechou com uma performance de "I Am Australian", que Guy apresentou como uma música que era pertinente, dada "o que estava acontecendo ao redor do mundo" na época.
Em abril de 2019, The Seekers lançou "Farewell" - uma gravação ao vivo de sua turnê de 50 anos de 2013. Este foi seu último álbum com Judith Durham como vocalista. Após a aposentadoria de Judith, a banda continuou como The Original Seekers com a adição do produtor de longa data de 'Seekers' e guitarrista/cantor Michael Cristiano como a 'quarta voz' da banda.

## Membros da banda

### Membros atuais
- Michael Cristiano - guitarras, apoio e vocais principais (2019-presente)
- Athol Guy - contrabaixo, backing vocal (1962-1968, 1975-1978, 1988 - presente)
- Keith Potger - guitarras, banjo, apoio e vocais principais (1962-1968, 1975-1985, 1988 - presente)
- Bruce Woodley - guitarras, apoio e vocais principais (1962-1968, 1975-1977, 1988 - presente)

### Membros antigos
- Julie Anthony - vocal e backing vocals (1988-1990)
- Judith Durham - vocal e backing vocals, piano (1962–1968, 1992–2019)
- Buddy England - guitarras, backing vocals (1977-1980)
- Karen Knowles - vocalista e backing vocals (1991)
- Ken Ray - vocais, violão (1962)
- Peter Robinson - baixo, backing vocals (1978-1986)
- Rick Turk - guitarras, piano, apoio e vocais principais (1981-1986)
- Ellen Wade - vocais (junho-agosto de 1965)
- Cheryl Webb - vocalista e backing vocals (1977-1986)
- Louisa Wisseling - vocalista e backing vocals (1975-1977)

## Discografia

### Álbuns de estúdio
- Introducing the Seekers (W & G, 1963)
- The Seekers (also known as Roving with the Seekers) (W & G, 1964)
- Hide & Seekers (also known as The Four and Only Seekers) (W & G, 1964)
- A World of Our Own (also known as The Seekers) (Columbia, 1965)
- Come the Day (also known as Georgy Girl) (Columbia, 1966)
- Seekers Seen in Green (Columbia, 1967)
- The Seekers (Astor, 1975)
- Giving and Taking (Astor, 1976)
- A Little Bit of Country (Hammard, 1980)
- Live On (1989)
- Future Road (EMI, 1997)
- Morningtown Ride to Christmas (2001)
- Back To Our Roots [as The Original Seekers] (2019)

### Álbuns ao vivo
- Live at the Talk of the Town (Columbia, 1968) UK: 2
- 25 Year Reunion Celebration (with Judith Durham) (1993) AUS: 9, UK: 93
- 1968 BBC Farewell Spectacular (1999) AUS: 12
- Night of Nights... Live! (2002) AUS: 26
- Farewell (2019) AUS: 3
- The Carnival of Hits Tour 2000 (2019)

### Álbuns de compilação
- The Seekers Sing Their Big Hits (1965) AUS: 3
- Introducing the Seekers Big Hits (1967) AUS: 5
- The Seekers' Greatest Hits (1968) AUS: 1
- The Best of The Seekers (1968) UK: 1
- Capitol Collectors Series (1992)
- The Silver Jubilee Album (1993) AUS: 3
- A Carnival of Hits (1994) UK:7
- Greatest Hits (2009) UK: 34, AUS: 31
- The Golden Jubilee Album (2012) AUS: 10

### Box de CD
- The Seekers Complete [5CD] (1995) AUS: 17
- Treasure Chest [3CD] (1997) AUS: 7
- All Bound for Morningtown [4CD] (2009) NZ: 36